# Max Buchon
Joseph-Maximilien Buchon (8. května 1818 Salins – 14. prosince 1869 tamtéž) byl francouzský básník, romanopisec a překladatel.
Syn bývalého důstojníka, studoval ve Švýcarsku na koleji Saint-Michel ve Fribourgu, v letech 1834 až 1837. Po návratu do Salins se věnoval psaní. Často se vracel do Švýcarska a tamní zážitky zachycoval ve svém díle.
Stal se pokračovatelem Fouriera a jedním z prvních představitelů socialismu. V letech 1848 až 1851 pracoval v Salins jako redaktor novin Rouge. Po státním převratu Louise-Napoléona, uprchl do Švýcarska, nejprve do Fribourgu, poté do Bernu.
Překládal také do francouzštiny díla Jeremiase Gotthelfa, kterého objevil pro Francii. Pod vlivem svého přítele Julese Champfleura publikoval v L'Indépendant studii o realismu v malířství.

## Dílo
- Essais poétiques (1839)
- Le Fils de l'ex-maire (1857)
- Poésies franc-comtoises, tableaux domestiques et champêtres (1862)
- Le Matachin (1877)

### Studie
- En Province, scènes franc-comtoises (1858)
- Salins-les-Bains, ses eaux minérales et ses environs (1862)
- Noëls et chants populaires de la Franche-Comté (1863)
- Les Fromageries franc-comtoises (1866)

### Překlady
- Heinrich Heine, Theodor Körner et Ludwig Uhland : Poésies allemandes (1846)
- Berthold Auerbach et Johann Peter Hebel : Scènes villageoises de la Forêt-Noire (1853)
- Jeremias Gotthelf : Nouvelles bernoises (1854)
- Johann Peter Hebel : Poésies complètes (1863)
- Johann Peter Hebel : Poésies allémaniques (1864)
- Jeremias Gotthelf : L'Âme et l'argent (1869)
- bratři Grimmové : Contes populaires de l'Allemagne, recueillis par les frères Grimm